# Nassauskiesungsbeschluss
Der Nassauskiesungsbeschluss (Beschluss des Ersten Senats vom 15. Juli 1981 – 1 BvL 77/78) des Bundesverfassungsgerichts ist eine wichtige Entscheidung im Bereich des Staatshaftungsrechts. Das Bundesverfassungsgericht stellt hier klar, dass zwischen Enteignung, Inhalts- und Schrankenbestimmungen zum Eigentum und enteignungsgleichen Eingriffen zu differenzieren ist.

## Vorherige Handhabung
Vor dem Beschluss gewährte der Bundesgerichtshof Eigentümern, die von rechtswidrigem hoheitlichem Handeln betroffen wurden, einen Entschädigungsanspruch auf Grundlage von Art. 14 GG, gleichgültig, ob diese sich gegen das hoheitliche Handeln vorher verwaltungsgerichtlich zur Wehr gesetzt hatten oder nicht. Diese Praxis wurde als „Dulden und Liquidieren“ bezeichnet. Vereinfacht kann man sagen, dass ein Bürger, sobald er in irgendeiner Form in seinem Eigentum beeinträchtigt wurde, vor einem Zivilgericht eine Entschädigung geltend machen konnte.
Wie das BVerfG feststellt, entsprach diese Praxis aber nicht den Differenzierungen des Verfassungsgesetzgebers zwischen rechtmäßiger Enteignung, rechtmäßigen gesetzlichen Schranken des Eigentums und rechtswidrigen Eingriffen in das Eigentum.
Das BVerfG stellt klar, dass es für Enteignungen nur Entschädigungen gibt, soweit sie im Enteignungsgesetz vorgesehen sind (Junktim-Klausel). Sieht das Enteignungsgesetz keine Entschädigung vor, ist es verfassungswidrig, die Enteignung daher nicht zulässig. Liegt eine gesetzliche Beschränkung der Eigentumsnutzung vor (Inhalts- und Schrankenbestimmung), gibt es grundsätzlich keine Entschädigung für die daraus resultierende Beeinträchtigung des Eigentums.
Sonstige Eingriffe in das Eigentum können nur dann Entschädigungsansprüche begründen, wenn der Bürger vorher im Wege des Primärrechtsschutzes alles getan hat, um eine Verletzung in seinen subjektiven öffentlichen Rechten abzuwehren. Ferner ist Art. 14 GG hierfür nicht die richtige Anspruchsgrundlage (vergleiche Sonderopfertheorie des BGH).

## Sachverhalt
Der Kläger betrieb auf seinem im Alleineigentum stehenden Grundstück eine Kiesbaggerei. Auf zwei angrenzenden Grundstücken, die er gepachtet hatte, baute er bis in den Grundwasserbereich hinein Sand und Kies ab. Diese angrenzenden Parzellen waren Wasserschutzgebiete nach dem Wasserhaushaltsgesetz, da hier die Stadt R. ein Wasserwerk betrieb.
Im Februar 1965 beantragte der Kläger, ihm zur Fortsetzung des Kiesabbaus eine Erlaubnis nach dem Wasserhaushaltsgesetz zu erteilen. Im Oktober 1973 lehnte die Behörde diesen Antrag mit der Begründung ab, die Entfernung der Abbaustellen zur Brunnenanlage des Wasserwerks betrage teilweise nur 120 m; Verunreinigungen des Baggersees könnten daher den Brunnen erreichen und die öffentliche Wasserversorgung gefährden. Der Widerspruch des Klägers blieb ohne Erfolg. Eine Verpflichtungsklage auf Erteilung der beantragten Erlaubnis erhob er nicht.
Der Antrag des Klägers auf Gewährung einer Entschädigung wurde gleichfalls abgelehnt. Daraufhin erhob er Klage gegen das Land Nordrhein-Westfalen auf Zahlung einer angemessenen, der Höhe nach in das Ermessen des Gerichts gestellten Entschädigung. Er machte geltend, die Versagung der Erlaubnis zur Nassauskiesung stelle einen enteignenden Eingriff in seinen eingerichteten und ausgeübten Gewerbebetrieb sowie in das Grundeigentum dar. Etwaige Entschädigungsansprüche des Grundstückseigentümers, seines Verpächters, hatte er sich zuvor abtreten lassen.
Das Landgericht Münster erklärte die Klage dem Grunde nach für gerechtfertigt, die Berufung dagegen hatte vor dem OLG Hamm keinen Erfolg. Auf die Revision des Landes hin kam der Rechtsstreit zum Bundesgerichtshof, welcher dem Bundesverfassungsgericht das Verfahren zur Klärung der Frage vorlegte, ob
„§ 1a Abs. 3, § 2 Abs. 1 und § 6 des Wasserhaushaltsgesetzes in der Fassung der Bekanntmachung vom 16. Oktober 1976 (BGBl. I S. 3017) mit Art. 14 Abs. 1 Satz 2 GG insoweit vereinbar sind, als sie den Inhalt des Grundeigentums im Verhältnis zum Grundwasser regeln“.

## Präzisierung der Vorlagefrage durch das BVerfG
Die Mitglieder des Bundesverfassungsgerichtes kritisierten schon seit längerer Zeit die Praxis des Bundesgerichtshofes, rechtmäßigen Enteignungen nach Art. 14 Abs. 3 GG, rechtswidrigen enteignungsgleichen Maßnahmen sowie Eigentumsbeeinträchtigungen durch Inhalts- und Schrankenbestimmungen des Eigentums nach Art. 14 Abs. 1 Satz 2 GG die gleiche Rechtsfolge (Entschädigung) folgen zu lassen, wenn nur eine bestimmte Intensität des belastenden Eingriffs vorliege.
Um sich zu dieser Praxis des Bundesgerichtshofes rechtsverbindlich äußern zu können, formulierte der Senat die Vorlagefrage daher dahingehend um, ob „§ 1a Abs. 3 Nr. 1, § 2 Abs. 1, § 3 Abs. 1 Nr. 6, § 6 und § 17 des Wasserhaushaltsgesetzes insoweit mit Art. 14 Abs. 3 Satz 2 des Grundgesetzes unvereinbar sind, als sie die Versagung einer wasserrechtlichen Erlaubnis oder Bewilligung für das Zutageleiten von Grundwasser ohne Entschädigung zulassen“.

## Entscheidung des BVerfG
Im Folgenden (C. II.) stellt das Bundesverfassungsgericht zunächst klar, dass das Grundgesetz in Art. 14 GG zwischen drei Formen der Eigentumsbeeinträchtigung differenziert.
1. Inhalts- und Schrankenbestimmungen, die in abstrakt-genereller Art und Weise den Zuweisungsgehalt des Eigentums, d. h. Rechte und Pflichten des Eigentümers, regeln.
2. Enteignungsgesetze, die konkret-individuell einem bestimmten Personenkreis das Eigentum entziehen (Legalenteignung).
3. Ermächtigungsgrundlagen für die Exekutive, konkret-individuell Eigentum zu entziehen, wobei der behördliche Vollzugsakt Gegenstand von primärrechtlichen Verfahren vor den Verwaltungsgerichten sein kann (Administrativenteignung).

Das Gericht fragt dann, ob eine vorher bestehende Rechtsposition des Klägers verletzt wurde, womit ein Enteignungsgesetz bzw. eine Administrativenteignung vorliegen könnten. Dies wird aber verneint, da das Grundwasser kein Eigentum des Einzelnen sei und man den vom Kläger betriebenen Kiesabbau als möglicherweise schützenswerte Rechtsposition nicht von der Grundwasserbeeinträchtigung trennen könne.
Vorliegend handelt es sich also bei den in Frage stehenden Normen des Wasserhaushaltsgesetzes, da nicht konkret-individuell eine Rechtsposition des Klägers beeinträchtigt wurde, um Inhalts- und Schrankenbestimmungen.
Ferner (C. III.) geht das Gericht der Frage nach, ob diese Inhalts- und Schrankenbestimmungen verfassungsgemäß sind. Zunächst wird festgestellt, dass das Grundwasser wegen seiner überragenden Bedeutung für das Gemeinwohl Gegenstand einer gesetzlichen Regelung sein kann, die die individuelle Benutzung Einzelner einem Genehmigungsvorbehalt unterstellt und somit der freien Verfügbarkeit entzieht. Das schließt auch die Kiesentnahme ein, die gerade mit dem Ziel, sauberes Grundwasser zu gewinnen, kollidiert.
Zuletzt wird die Verhältnismäßigkeit des Wasserhaushaltsgesetzes geprüft. Dies ist einer der entscheidenden Punkte des Beschlusses: Grundsätzlich hat für eine Inhalts- und Schrankenbestimmung, d. h. eine abstrakt-generelle Regelung des Eigentums, nie Entschädigung gezahlt zu werden. Hinsichtlich der Verhältnismäßigkeit des Gesetzes kann es allerdings geboten sein, aus Gründen des Vertrauensschutzes Übergangs- und Härtefallregelungen zu erlassen oder für solche Fälle Entschädigungen vorzusehen. Erfüllt eine Inhalts- und Schrankenbestimmung das Kriterium der Verhältnismäßigkeit nicht, so besteht kein Anspruch auf Entschädigung, sondern das Gesetz und die darauf beruhenden Verwaltungshandlungen sind verfassungswidrig.
Folglich muss sich ein Kläger primärrechtlich gegen das Gesetz bzw. die aufgrund des Gesetzes erlassenen Maßnahmen wehren. Er kann aber nicht einfach „die Hand aufhalten“ und wegen der Verfassungswidrigkeit des Gesetzes Entschädigung verlangen. Denn Art. 14 GG enthält eine Bestandsschutzgarantie des Eigentums, keine Eigentumswertgarantie.

## Ergebnis
Im Wasserhaushaltsgesetz waren Übergangsvorschriften von fünf Jahren vorgesehen. Insgesamt konnte der Kläger aufgrund der Schwebelage während der Gerichtsverfahren 17 Jahre weiter auskiesen. Damit war dem Bestandsschutzinteresse des Klägers aus Sicht des Bundesverfassungsgerichts genügt, so dass in der Folge der Bundesgerichtshof den Entschädigungsanspruch des Klägers wegen der Verfassungskonformität des Wasserhaushaltsgesetzes ablehnen und der Revision des Landes Nordrhein-Westfalen stattgeben konnte.